# Tour de Guyane 2016
Le Tour de Guyane 2016 est la 27e édition du Tour de Guyane. Il prend son départ à Rémire-Montjoly le 20 août 2016 et s'achève le 28 août à Cayenne.

Il est remporté par le guadeloupéen Cédric Locatin qui s'impose devant les martiniquais Émile Demazy et Hervé Arcade.

## Équipes
96 coureurs répartis dans 17 équipes (8 équipes locales et 9 équipes invités) prennent part à ce Tour de Guyane.
| Équipes locales                   | Équipes locales | Équipes locales |
| Nom de l'équipe                   | Pays            | Code            |
| --------------------------------- | --------------- | --------------- |
| Club Guyane                       | Guyane          | CB              |
| Vélo Club de Kourou               | Guyane          | VCK             |
| Espoir Cycliste Guyanais          | Guyane          | ECG             |
| USL Montjoly                      | Guyane          | USLM            |
| Vélo Club Sinnamary               | Guyane          | VCS             |
| Sprint Club Macouria              | Guyane          | SCM             |
| Hôtel Amazonia Vélo Club Guyanais | Guyane          |                 |
| Emball'Tout Vélo Club Guyanais    | Guyane          |                 |

| Équipes invitées              | Équipes invitées | Équipes invitées |
| Nom de l'équipe               | Pays             | Code             |
| ----------------------------- | ---------------- | ---------------- |
| Steeds Vooran Kontich Belgium | Belgique         | SVKB             |
| Sélection de Guadeloupe       | Guadeloupe       |                  |
| Team France Défense           | France           | TFD              |
| Clube de Cyclismo Pedal Leve  | Brésil           | CCPL             |
| Team Ur-Krostitzer-Giant      | Allemagne        | TUKG             |
| ASPTT Nancy                   | France           | ASPTTN           |
| Sélection de Martinique       | Martinique       |                  |
| Région Pays de La Loire       | France           |                  |

## Étapes
Cette édition 2016 du Tour de Guyane comporte neuf étapes dont deux contre-la-montres individuelles.
| Étape                           | Date         | Villes étapes                              |                           | Distance (km) | Vainqueur d’étape   | Leader du classement général |
| ------------------------------- | ------------ | ------------------------------------------ | ------------------------- | ------------- | ------------------- | ---------------------------- |
| 1re étape                       | sam. 20 août | Rémire-Montjoly –Rémire-Montjoly           | Étape de plaine           | 139,6         | Kélian Duro         | Kélian Duro                  |
| 2e étape                        | dim. 21 août | Cacao – Roura                              | Étape de moyenne montagne | 120,2         | Terry Tsang-Yee-Moï | Mickaël Laurent              |
| Contre-la-montre (individuelle) | dim. 21 août | Cacao – Roura                              | Étape de moyenne montagne |               | Mathias Wiele       | Mickaël Laurent              |
| 3e étape                        | lun. 22 août | Cayenne – Sinnamary                        | Étape de plaine           | 150,8         | Corentin Davy       | Kélian Duro                  |
| 4e étape                        | mar. 23 août | Sinnamary – Saint-Laurent-du-Maroni        | Étape de plaine           | 147,6         | Cédric Ramothe      | Kélian Duro                  |
| 5e étape                        | mer. 24 août | Mana – Saint-Laurent-du-Maroni – Apatou    | Étape de moyenne montagne | 163,8         | Ludovic Exfort      | Kélian Duro                  |
| 6e étape                        | jeu. 25 août | Saint-Laurent-du-Maroni – Iracoubo         | Étape de moyenne montagne | 113           | Christian Lavenette | Kélian Duro                  |
| Contre-la-montre (individuelle) | jeu. 25 août | Saint-Laurent-du-Maroni – Iracoubo         | Étape de moyenne montagne |               | Cédric Locatin      | Cédric Locatin               |
| 7e étape                        | ven. 26 août | Kourou – Macouria                          | Étape de plaine           | 141,7         | Puello médina       | Cédric Locatin               |
| 8e étape                        | sam. 27 août | Régina – Cayenne                           | Étape de plaine           | 148,3         | Sam Van de Mieroop  | Cédric Locatin               |
| 9e étape                        | dim. 28 août | Montsinéry - Cayenne (Place des Palmistes) | Étape de plaine           | 135           | Marc-André Buzaré   | Cédric Locatin               |

## Classement final

### Classement général
| Classement général | Classement général  | Classement général | Classement général | Classement général  |
|                    | Coureur             | Pays               | Équipe             | Temps               |
| ------------------ | ------------------- | ------------------ | ------------------ | ------------------- |
| 1er                | Cédric Locatin      | Guadeloupe         | '                  | en 30 h 46 min 14 s |
| 2e                 | Émile Demazy        | Martinique         |                    | + 0 min 14 s        |
| 3e                 | Hervé Arcade        | Martinique         |                    | + 0 min 27 s        |
| 4e                 | Kélian Duro         | Guadeloupe         |                    | + 1 min 4 s         |
| 5e                 | Patrice Ringuet     | Guyane             |                    | + 1 min 36 s        |
| 6e                 | Christophe Cazala   | Guyane             |                    | + 2 min 27 s        |
| 7e                 | Emmanuel Morin      | France             |                    | + 2 min 49 s        |
| 8e                 | Terry Tsang-Yee-Moï | Guyane             |                    | + 2 min 52 s        |
| 9e                 | Gérard Beghin       | France             |                    | + 3 min 18 s        |
| 10e                | Mickaël Laurent     | Martinique         |                    | + 3 min 48 s        |
| modifier           |                     |                    |                    |                     |

### Classements annexes

#### Classement par points
| Classement par points | Classement par points | Classement par points | Classement par points | Classement par points |
| --------------------- | --------------------- | --------------------- | --------------------- | --------------------- |
|                       | Coureur               | Pays                  | Équipe                | Point(s)              |
| 1er                   | Mickaël Laurent       | Martinique            | '                     | 123 points            |
| 2e                    | Ludovic Exfort        | Guyane                |                       | 90 pts                |
| 3e                    | Jules Lanclume        | Guadeloupe            |                       | 85 pts                |
| 4e                    | Cédric Ramothe        | Guadeloupe            |                       | 79 pts                |
| 5e                    | Terry Tsang-Yee-Moï   | Guyane                |                       | 73 pts                |
| 6e                    | Emmanuel Morin        | France                |                       | 61 pts                |
| 7e                    | Christian Lavenette   | France                |                       | 59 pts                |
| 8e                    | Sam Van de Mieroop    | Belgique              |                       | 57 pts                |
| 9e                    | Corentin Davy         | France                |                       | 51 pts                |
| 10e                   | Mathias Wiele         | Allemagne             |                       | 45 pts                |
| modifier              |                       |                       |                       |                       |

#### Classement des sprinteurs intermédiaires
| Classement des sprinteurs intermédiaires | Classement des sprinteurs intermédiaires | Classement des sprinteurs intermédiaires | Classement des sprinteurs intermédiaires | Classement des sprinteurs intermédiaires |
| ---------------------------------------- | ---------------------------------------- | ---------------------------------------- | ---------------------------------------- | ---------------------------------------- |
|                                          | Coureur                                  | Pays                                     | Équipe                                   | Point(s)                                 |
| 1er                                      | Sam Van de Mieroop                       | Belgique                                 | '                                        | 60 points                                |
| 2e                                       | Cliff Apinsa                             | France                                   |                                          | 34 pts                                   |
| 3e                                       | Laurent Mickaël                          | Martinique                               |                                          | 24 pts                                   |
| 4e                                       | Corentin Davy                            | France                                   |                                          | 18 pts                                   |
| 5e                                       | Ludovic Exfort                           | Guyane                                   |                                          | 13 pts                                   |
| 6e                                       | Alex Fabio Costa Correia                 | Brésil                                   |                                          | 11 pts                                   |
| 7e                                       | Jean-Christophe Florimond                | Martinique                               |                                          | 9 pts                                    |
| 8e                                       | Romain Bastien                           | France                                   |                                          | 8 pts                                    |
| 9e                                       | René-Yves Thiver                         | Guyane                                   |                                          | 8 pts                                    |
| 10e                                      | Loïc John                                | Guyane                                   |                                          | 8 pts                                    |
| modifier                                 |                                          |                                          |                                          |                                          |

#### Classement du meilleur jeune
| Classement général du meilleur jeune | Classement général du meilleur jeune | Classement général du meilleur jeune | Classement général du meilleur jeune | Classement général du meilleur jeune |
|                                      | Coureur                              | Pays                                 | Équipe                               | Temps                                |
| ------------------------------------ | ------------------------------------ | ------------------------------------ | ------------------------------------ | ------------------------------------ |
| 1er                                  | Cédric Locatin                       | Guadeloupe                           | '                                    | en 30 h 46 min 14 s                  |
| 2e                                   | Emmanuel Morin                       | France                               |                                      | + 2 min 49 s                         |
| 3e                                   | Terry Tsang-Yee-Moï                  | Guyane                               |                                      | + 2 min 52 s                         |
| 4e                                   | Jelle Van Den Plas                   | Belgique                             |                                      | + 4 min 1 s                          |
| 5e                                   | Mickaël Stanislas                    | Martinique                           |                                      | + 6 min 31 s                         |
| modifier                             |                                      |                                      |                                      |                                      |

#### Classement par équipes
| Classement par équipes | Classement par équipes     | Classement par équipes | Classement par équipes |
|                        | Équipe                     | Pays                   | Temps                  |
| ---------------------- | -------------------------- | ---------------------- | ---------------------- |
| 1re                    | Sélection de la Guadeloupe | Guadeloupe             | en 92 h 17 min 19 s    |
| 2e                     | Sélection de la Martinique | Martinique             | + 0 min 11 s           |
| 3e                     | Vélo Club de Kourou        | Guyane                 | + 10 min 38 s          |
| 4e                     | Sélection de la Loire      | France                 | + 15 min 13 s          |
| 5e                     | Steeds Vooran Kontich      | Belgique               | + 16 min 6 s           |
| modifier               |                            |                        |                        |